# القلة (يريم)

تعديل مصدري - تعديل

القلة هي إحدى قرى عزلة بني مسلم بمديرية يريم التابعة لمحافظة إب، بلغ تعداد سكانها 300 نسمة حسب تعداد اليمن لعام 2004.